# ألبرت بيرغ
ألبرت بيرغ (بالإنجليزية: Albert Berg)‏ هو مدير فني أمريكي، ولد في 16 أبريل 1864 في لافاييت في الولايات المتحدة، وتوفي في 5 مارس 1945 بسبب سكتة.